# Oudemansiella japonica
Oudemansiella japonica är en svampart. Oudemansiella japonica ingår i släktet Oudemansiella och familjen Physalacriaceae.

## Underarter
Arten delas in i följande underarter:
- colensoi
- japonica